# Raymond Aimery de Montesquiou-Fezensac
Pour les articles homonymes, voir Montesquiou et Fezensac.
Raymond Aymeric Philippe Joseph de Montesquiou-Fezensac, né à Paris le 26 janvier 1784, mort le 18 novembre 1867 au château du Mortier, à Monnaie), baron de Montesquiou Fezensac et de l'Empire (1809) puis 2e duc de Montesquiou (1832), est un général et homme politique français de l’Empire.

## Biographie
Fils du général Philippe de Montesquiou-Fézensac, il s'engage en 1804 comme simple soldat ; il a à peine vingt ans, il passe par tous les grades et devient lieutenant pendant la campagne d'Allemagne de 1805. Choisi comme aide-de-camp par le maréchal Ney, il le suit dans la campagne de Prusse, se trouve aux journées d'Eylau et d'Iéna, puis en Espagne en 1808, assiste aux sièges de Saragosse et de Madrid, à l'affaire de la Corogne et remplit dans cette campagne les missions les plus périlleuses.
Après avoir rejoint en 1809 la Grande Armée en Autriche, il est nommé capitaine, puis chef d'escadron. L'Empereur, en récompense de ses services, le crée baron de l'Empire.
Lors de l'expédition de Russie, il est d'abord aide-de-camp du prince de Neuchâtel, puis, sous les conseils de ce dernier à Napoléon, il est nommé après la bataille de la Moskowa à la tête du  4e régiment de ligne du corps du Maréchal Ney en remplacement du colonel Massy (tué durant la campagne). Pendant la retraite de Russie, il fait partie du corps du maréchal Ney. Quoique son régiment, décimé par la rigueur du climat et par l'ennemi, se trouve réduit à 30 officiers et 200 soldats, Fezensac repousse les attaques incessantes de l'ennemi avec un courage héroïque ; il est alors promu colonel. Le maréchal Ney écrit au ministre de la guerre une lettre dans laquelle il rend l'hommage le plus honorable à la bravoure de Fezensac.
Élevé au grade de général de brigade le 4 mars 1813 par l'Empereur, il prend part à la prise de Hambourg par Vandamme, qui rend également le témoignage le plus flatteur de sa conduite. À la bataille de Kulm en 1813, le général de Montesquiou-Fezensac donne de nouvelles preuves de valeur. La brigade qu'il commande est presque entièrement détruite par le feu de l'ennemi. Il est fait prisonnier à Dresde, et rentre en France lors de la paix de 1814.
Après la seconde Restauration il est nommé major général de la garde royale en 1815 ; promu au grade de lieutenant-général le 30 juillet 1823, et appelé en 1830, au commandement de la division de réserve de l'armée d'Afrique.
En 1832 au décès de son oncle l'abbé de Montesquiou, premier duc de Montesquiou (1821), il est titré à son tour duc Montesquiou. Ses services éminents rendus au pays l'ont fait élever à la Pairie la même année. Il est nommé en 1838, ambassadeur en Espagne, poste qu'il occupe jusqu'en 1839.
À la tribune de la Chambre des pairs, le duc de Fezensac a prononcé plusieurs discours extrêmement remarquables, notamment sur la question algérienne, sur les affaires d'Espagne en 1840, et les fortifications de Paris en 1841.
Le roi des Français l'a nommé grand-croix de la Légion d'honneur en 1839.

## Postérité
Raymond de Montesquiou-Fezensac avait épousé, le 16 avril 1808 à Paris, Henriette (1790 - Londres (Grande-Bretagne) † 18 mars 1831 - Hyères, Var), fille née du premier mariage du duc de Feltre.
- Ensemble, ils eurent :
  - Roger Aimery (1809-1864), comte de Montesquiou-Fezensac, saint-cyrien (1825-1827), marié en 1837 avec Gasparine Ursule Ida de Finguerlin-Bischingen (1805-1846), dont
    - Philippe (1843-1913), 3e duc de Montesquiou, sénateur du Gers (1887-1897), marié en 1865 avec Suzanne Roslin d'Ivry 1845-1913, dont :
      - 2 filles ;

  - Richard (1810-1810) ;
  - Louise Mathilde (1811-1883), mariée avec Moritz (1799-1873), comte de Flavigny, dont postérité ;
  - Henriette-Oriane/Auriane (16 novembre 1813 - Paris † 15 juillet 1887 - Château de Prunoy, département de l'Yonne), mariée, le 16 novembre 1836 à Paris, avec Charles-Marie-Augustin, comte de Goyon (1803-1870), général de division, sénateur du Second Empire, dont :
    - Marie-Mathilde-Henriette (1837 † 27 juin 1912 - Paris VIIIe), comtesse de Courcy , mariée en 1857 avec Henri Roussel, comte de Courcy (1827-1887), dont postérité ;
    - Marie-Philippine-Antoinette-Charlotte (1839 † 12 décembre 1929 - Pau), baronne Séguier, mariée le 6 août 1856 à Paris, avec Antoine 1832-1929), 3e baron Séguier , magistrat, dont postérité ;
    - Marie-Victoire-Ida (3 mai 1842 † 16 décembre 1851) ;
    - Charles-Marie-Michel (14 septembre 1844 - Chantenay-sur-Loire (Loire-Inférieure) † 1930), 3e duc de Feltre (décret du 2 juillet 1864), 3e vicomte de Goyon (24 mars 1872), 3e comte de Goyon (1918), attaché d'ambasade, sous-lieutenant de hussards, député des Côtes-du-Nord (1876-1885), marié le 5 juin 1879, avec Léonie de Cambacérès [3] (1858-1909), dont :
      - Auguste (17 juillet 1884 - Château de La Roche-Goyon, Noyal[4] † 8 mars 1957 - Paris), 4e duc de Feltre, président de la chambre d'agriculture des Côtes-du-Nord (1924)[4], marié, le 21 octobre 1933 à Paris, avec Helen Seton (1893-1983), dont :
        - un fils, 5e duc de Feltre, marié deux fois, dont :
          - Postérité ;

    - Aimery-Marie-Médéric (13 mars 1849 - Paris † 5 mai 1918 - Paris), 2e comte de Goyon (décret du 17 juin 1865), attaché d'ambassade, député de Guingamp, marié avec Mlle de Raigecourt-Gournay, dont :
      - Jeanne Marguerite Marie Thérèse (9 mars 1882 - Paris † 14 janvier 1980), mariée, le 29 juin 1904 à Paris, avec Joseph de Séguier  (1872-1940), dont postérité ;
      - Oriane (31 juillet 1887 - Hyères † 26 novembre 1926 - Vernon (Eure)) ;

  - Raymond (1818-1819) ;

## Œuvres
- Raymond Aymeric Philippe Joseph de Montesquiou-Fezensac, Souvenirs militaires, de 1804 à 1814, éditions Dumaine, 1863.
- Journal de la campagne de Russie en 1812, par M. de Fezensac... - 1849